# Wojewodowie bełscy

## Wojewodowiewojewództwa bełskiegoKrólestwa PolskiegoiI Rzeczypospolitej
| Monarcha                                                                  | #  | Wojewoda                                                                                             | Portret | Herb | Lata sprawowania urzędu                                                    | Lata życia                                             |
| ------------------------------------------------------------------------- | -- | --- | ------- | ---- | -------------------------------------------------------------------------- | ------------------------------------------------------ |
| Władysław III Warneńczyk/ Interregnum/ Kazimierz IV Jagiellończyk         | 1  | Paweł z Radzanowa Paweł z Radzanowa, Tarnoszyca, Niszczyc h. Prawdzic                                |         |      | 16 czerwca 1435 – 24 października 1448                                     |                                                        |
| Kazimierz IV Jagiellończyk                                                | 2  | Jan Kwaczał z Nieborowa Jan Kwaczał z Nieborowa, Pukarzowa h. Prawdzic                               |         |      | 14 kwietnia 1450 – 2 sierpnia 1464                                         |                                                        |
| Kazimierz IV Jagiellończyk                                                | 3  | Zygmunt z Radzanowa Zygmunt z Radzanowa, Uhnowa h. Prawdzic                                          |         |      | 19 listopada 1465 – 20 listopada 1470                                      |                                                        |
| Kazimierz IV Jagiellończyk                                                | 4  | Spytek z Jarosławia Spytek Jarosławski h. Leliwa                                                     |         |      | 14 maja 1472 – 25 stycznia 1474                                            | ok. 1436 – 1519                                        |
| Kazimierz IV Jagiellończyk                                                | 5  | Stanisław Wątróbka ze Strzelec Stanisław Wątróbka ze Strzelec h. Oksza                               |         |      | 7 grudnia 1474 – 24 września 1478                                          |                                                        |
| Kazimierz IV Jagiellończyk                                                | 6  | Dobiesław Byszowski Dobiesław Byszowski z Byszowa h. Nieczuja                                        |         |      | 14 grudnia 1478 – 9 marca 1489                                             | 1432 – 1500                                            |
| Kazimierz IV Jagiellończyk                                                | 7  | Mikołaj Stadnicki Mikołaj Stadnicki ze Żmigrodu, Łyszkowic, Niedźwiedzia, Stadnik/Radenic h. Drużyna |         |      | 16 lipca 1489 – 20 lipca 1490                                              | ok. 1446 – 20 lipca 1490                               |
| Kazimierz IV Jagiellończyk/ Jan I Olbracht                                | 8  | Wacław Nieborowski Wacław Nieborowski z Nieborowa, Kotlic, Pukarzowa h. Prawdzic                     |         |      | 24 października 1491 – 7 października 1493                                 |                                                        |
| Jan I Olbracht                                                            | 9  | Mikołaj Tęczyński Mikołaj Tęczyński z Tęczyna, Morawicy h. Topór                                     |         |      | 1 stycznia 1494 – 29 sierpnia 1496                                         | ok. 1465 – 26 października 1497/przed 14 grudnia 1498  |
| Jan I Olbracht                                                            | 10 | Piotr Myszkowski Piotr Myszkowski z Mirowa, Przeciszowa h. Jastrzębiec                               |         |      | 3 kwietnia 1497 – w czerwcu 1501                                           | ok. 1450 – 1505                                        |
| Aleksander Jagiellończyk/ Zygmunt I Stary                                 | 11 | Stanisław Kmita Stanisław Kmita z Wiśnicza h. Szerniawa                                              |         |      | 3 października 1501 – 2 marca 1507                                         | ok. 1450 – przed 18 marca 1511                         |
| Zygmunt I Stary                                                           | 12 | Jan Odrowąż ze Sprowy Jan Odrowąż ze Sprowy h. Odrowąż                                               |         |      | 13 maja 1507 – 5 maja 1511                                                 | zm. pomiędzy 23 czerwca a 31 lipca 1513                |
| Zygmunt I Stary                                                           | 13 | Mikołaj Pilecki Mikołaj Pilecki z Pilczy h. Leliwa                                                   |         |      | 5 maja 1511 – 22 stycznia 1527/przed 8 marca 1527                          | zm. przed 8 marca 1527                                 |
| Zygmunt I Stary                                                           | 14 | Jan Tęczyński Jan Tęczyński h. Topór                                                                 |         |      | 14 lipca 1528 – 27 stycznia 1533                                           | 1492 – między 8 –21 lipca 1541                         |
| Zygmunt I Stary                                                           | 15 | Jerzy Krupski Jerzy Krupski z Orchowa h. Korczak                                                     |         |      | 5/7 kwietnia 1533 – przed 20 maja 1534                                     | 1472 – przed 20 maja 1534                              |
| Zygmunt I Stary                                                           | 16 | Stanisław Odrowąż ze Sprowy Stanisław Odrowąż ze Sprowy h. Odrowąż                                   |         |      | 17 października 1535 – 22 października 1535                                | zm. przed 11 marca 1543                                |
| Zygmunt I Stary                                                           | 17 | Stanisław Odrowąż ze Sprowy Stanisław Odrowąż ze Sprowy h. Odrowąż                                   |         |      | między 27 września a 17 października/25 października 1535 – 7 grudnia 1536 | 1509 – przed 7 marca 1545                              |
| Zygmunt I Stary                                                           | 18 | Stanisław Kmita Stanisław Kmita z Wiśnicza, Leska? h. Szerniawa                                      |         |      | 6 kwietnia 1537 – przed 12 marca 1538                                      | zm. przed 12 marca 1538                                |
| Zygmunt I Stary                                                           | 19 | Mikołaj Niszczycki Mikołaj Nieszczycki h. Prawdzic                                                   |         |      | 12 marca 1538 – 4 lutego 1539/przed 22 grudnia 1542                        | zm. przed 22 grudnia 1542                              |
| Zygmunt I Stary/ Zygmunt II August                                        | 20 | Mikołaj Sieniawski Mikołaj Sieniawski h. Leliwa                                                      |         |      | ok. 22 grudnia 1542 – 22 października 1553                                 | 1489 – przed 6 maja 1569                               |
| Zygmunt II August                                                         | 12 | Wojciech Starzechowski Wojciech Starzechowski h. Nieczuja                                            |         |      | 19 kwietnia 1554 – 25 stycznia 1556/przed 25 października 1556             | zm. przed 25 października 1556                         |
| Zygmunt II August                                                         | 13 | Jan Firlej Jan Firlej z Dąbrowicy h. Lewart                                                          |         |      | 25 października 1556 – 14 czerwca 1560/przed 19 października 1561          | 1521, Dąbrowica – 1574, Kock                           |
| Zygmunt II August/ Henryk III Walezy                                      | 14 | Andrzej Dembowski Andrzej Dembowski h. Jelita                                                        |         |      | 22 marca 1563 – 16 maja 1573                                               |                                                        |
| Henryk III Walezy/ Stefan Batory                                          | 15 | Andrzej Tęczyński Andrzej Tęczyński h. Topór                                                         |         |      | maju 1574 – ok. 11 sierpnia 1581                                           | ok. 1510 – 22 maja 1588                                |
| Stefan Batory                                                             | 16 | Stanisław Żółkiewski Stanisław Żółkiewski h. Lubicz                                                  |         |      | 29 października 1581 – 26 listopada 1685/13 sierpnia 1586                  | zm. 25 lipca 1588                                      |
| Zygmunt III Waza                                                          | 17 | Paweł Uchański Paweł Uchański h. Radwan                                                              |         |      | 20 stycznia 1588 – 18 lutego 1590                                          | zm. 18 lutego 1590, Konstantynopol                     |
| Zygmunt III Waza                                                          | 18 | Stanisław Włodek Stanisław Włodek z Hermanowa h. Prawdzic                                            |         |      | ok. 30 kwietnia 1590 – 30 września 1613/1615                               | zm. w 1615                                             |
| Zygmunt III Waza                                                          | 19 | Adam Stadnicki Adam Aleksander Stadnicki h. Drużyna                                                  |         |      | 19 stycznia 1615 – 14 października 1615                                    | ok. 1563 – 14 października 1615                        |
| Zygmunt III Waza                                                          | 20 | Krzysztof Niszczycki Krzysztof Niszczycki h. Prawdzic                                                |         |      | 1615 – 16 lutego 1616/przed 20 maja 1617                                   | ok. 1540 – przed 20 maja 1617                          |
| Zygmunt III Waza                                                          | 21 | Adam Prusinowski Adam Prusinowski h. Topór                                                           |         |      | 20 maja 1617 – 10 marca 1619                                               | zm. 10 marca 1619                                      |
| Zygmunt III Waza/ Władysław IV Waza                                       | 22 | Rafał Leszczyński Rafał Leszczyński h. Wieniawa                                                      |         |      | 25 czerwca 1619 – 29 marca 1636                                            | w październiku 1579 – 29 marca 1636 we Włodawie        |
| Władysław IV Waza                                                         | 23 | Konstanty Wiśniowiecki Konstanty Wiśniowiecki h. (własnego) Korybut                                  |         |      | 3/5 kwietnia 1636 – 8/30 stycznia 1638                                     | 1564 – 31 maja 1641                                    |
| Władysław IV Waza                                                         | 24 | Jakub Sobieski Jakub Sobieski h. Janina                                                              |         |      | 20 marca 1638 – 8 czerwca 1641                                             | 5 maja 1591, Żółkiew – 23 czerwca 1646, Żółkiew        |
| Władysław IV Waza/ Jan II Kazimierz Waza                                  | 25 | Krzysztof Koniecpolski Krzysztof Koniecpolski h. Pobóg                                               |         |      | w czerwcu/28 sierpnia 1641 – 10 grudnia 1657/przed 19 marca 1660           | ok. 1600 – przed 19 marca 1660                         |
| Jan II Kazimierz Waza/ Michał Korybut Wiśniowiecki/ Jan III Sobieski      | 26 | Dymitr Jerzy Wiśniowiecki Dymitr Jerzy Korybut Wiśniowiecki h. (własnego) Korybut                    |         |      | 6 maja 1660 – 28 listopada 1678                                            | 19 grudnia 1631, Wiśniowiec – 28 lipca 1682, Lublin    |
| Jan III Sobieski                                                          | 27 | Konstanty Krzysztof Wiśniowiecki Konstanty Krzysztof Korybut Wiśniowiecki h. (własnego) Korybut      |         |      | w grudniu 1678 – 29 listopada 1685/przed 20 września 1686                  | 1635 – 20 września 1686                                |
| Jan III Sobieski                                                          | 28 | Marek Matczyński Marek Matczyński h. Jastrzębiec                                                     |         |      | 20 września 1686 – 4 lipca 1689                                            | 1631 – 10 lutego 1697                                  |
| Jan III Sobieski                                                          | 29 | Jan Kazimierz Zamoyski Jan Kazimierz Zamoyski h. Jelita                                              |         |      | 20 grudnia 1689 – 4 czerwca 1692                                           | 1658 – 4 czerwca 1692                                  |
| Jan III Sobieski/ August II Mocny/ Stanisław Leszczyński/ August II Mocny | 30 | Adam Mikołaj Sieniawski Adam Mikołaj Sieniawski h. Leliwa                                            |         |      | 10 listopada 1693 – 24 kwietnia 1710                                       | ok. 1666 – 18 lutego 1726,Lwów                         |
| August II Mocny                                                           | 31 | Aleksander Michał Łaszcz Aleksander Michał Łaszcz z Tuczap h. Prawdzic                               |         |      | 24 kwietnia 1710 – 27 października 1719/przed 3 marca 1720                 | zm. przed 3 marca 1720                                 |
| August II Mocny                                                           | 32 | Stefan Aleksander Potocki Stefan Aleksander Potocki h. Pilawa                                        |         |      | 3 marca 1720 – w marcu 1726                                                | zm. w 1726                                             |
| August II Mocny                                                           | 33 | Stanisław Mateusz Rzewuski Stanisław Mateusz Rzewuski h. Krzywda                                     |         |      | 14 czerwca 1728 – 1728                                                     | 1662 – 4 listopada 1728, Lwów                          |
| August II Mocny                                                           | 34 | Stanisław Potocki Stanisław Władysław Potocki h. Pilawa                                              |         |      | 25 maja 1729 – 27 czerwca 1732                                             | zm. 27 czerwca 1732                                    |
| August II Mocny/ Stanisław Leszczyński/ August III Sas                    | 35 | Antoni Michał Potocki Antoni Michał Potocki h. Pilawa                                                |         |      | 14 lipca 1732 – 23 sierpnia 1756/ok. 20 marca 1763                         | w styczniu 1702 – 11 kwietnia 1766                     |
| August III Sas/ Stanisław August Poniatowski                              | 36 | Ignacy Cetner Ignacy Cetner h. Przerowa                                                              |         |      | 20/22 marca 1763 – 31 grudnia 1783/ok. 23 lutego 1787                      | 1728 – 1787                                            |
| Stanisław August Poniatowski                                              | 37 | Michał Jan Borch Michał Jan Borch h. Borch III                                                       |         |      | 23 lutego 1787 – ok. 5 lutego 1791                                         | 30 czerwca 1753, Warklany – 10 stycznia 1811, Warklany |
| Stanisław August Poniatowski                                              | 38 | Teodor Potocki Teodor Potocki h. Pilawa                                                              |         |      | 5 lutego 1791 – 1793/8 sierpnia 1812                                       | 10 sierpnia 1730, Smotrycz – 8 sierpnia 1812           |